# Xanthi FC Arena
Xanthi FC Arena – stadion piłkarski we wsi Pigadia niedaleko Ksanti, w Grecji. Został otwarty w 2004 roku. Może pomieścić 7361 widzów. Swoje spotkania rozgrywają na nim piłkarze klubu AO Ksanti.

## Charakterystyka
Budowa nowego stadionu klubu AO Ksanti (do 2016 roku pod nazwą Skoda Ksanti) rozpoczęła się w 2003 roku. Obiekt powstał na terenie kompleksu treningowego klubu AO Ksanti. Pierwszy mecz ligowy na nowym stadionie został rozegrany 18 września 2004 roku (Skoda Ksanti – Aris Saloniki 3:1). Przed oddaniem obiektu do użytku piłkarze Skody Ksanti występowali na starym stadionie położonym w centrum Ksanti. Nowy stadion może pomieścić 7361 widzów, z czego 6000 miejsc jest zadaszonych. Pierwotnie planowano wybudować jedynie dwie zadaszone trybuny wzdłuż boiska, ale w trakcie prac zdecydowano się także na wybudowanie odkrytej trybuny za północną bramką. Przestrzeń za południową bramką pozostaje niezabudowana, choć możliwa jest tam również budowa w przyszłości kolejnej trybuny. Koszt budowy areny wyniósł 6,5 mln euro. Oficjalna ceremonia otwarcia stadionu z udziałem Brazylijczyka Pelé miała miejsce 12 maja 2005 roku. Pierwotnie obiekt nosił nazwę Skoda Xanthi Arena, po zakończeniu współpracy ze sponsorem w 2016 roku stadion przemianowano na Xanthi FC Arena. Na stadionie odbyło się m.in. kilka meczów Pucharu UEFA i Ligi Europy z udziałem Skody Ksanti, jak również kilka spotkań młodzieżowej reprezentacji Grecji.